# Leptodactylus poecilochilus
Leptodactylus poecilochilus és una espècie de granota que viu a Colòmbia, Costa Rica, Panamà, Veneçuela i, possiblement també, Nicaragua.